# Vizírská
Vizírská je ulice na Lehovci v katastrálním území Hloubětína na Praze 14. Začíná na Slévačské a má slepé zakončení (vjezd na dvůr základní školy). Ulici protíná vrstevnice 250 metrů nad mořem.
Nazvána je podle rybníka Vizír, který leží západně od Chlumu u Třeboně (okres Jindřichův Hradec). Vedle Oborské, Krylovecké, Rochovské a Kardašovské tedy patří do velké skupiny ulic na východě Hloubětína a v sousedních Kyjích, jejichž názvy připomínají vodstvo (rybníky). Ulice vznikla a byla pojmenována v roce 1975, tvoří severozápadní hranici sídliště Lehovec, které se budovalo v letech 1972–1975.
Podél severní strany je parkoviště s podélným parkováním, za ním je ve svahu parková úprava a dětské hřiště. Na jižní straně ulice je mateřská škola a panelový dům.

## Budovy a instituce
- Mateřská škola Praha 9 – Lehovec (Školička Lehovec), Chvaletická 917/1.[2]
- Základní škola Chvaletická, Chvaletická 918/3,[3] byla otevřena v roce 1977.
- Obytný panelový dům čp. 902, Slévačská 11. Dvanáctipodlažní dům je jednou ze čtyř dominant sídliště Lehovec.